# Зеленортска Острва на Светском првенству у атлетици на отвореном 2017.
Зеленортска Острва су учествовала на Светском првенству у атлетици на отвореном 2017. одржаном у Лондону од 4. до 13. августа дванаести пут. Репрезентацију Зеленортских Острва представљао је 1 такмичар који се такмичио у трци на 400 метара препоне.,
На овом првенству такмичар Зеленортских Острва није освојио ниједну медаљу нити је остварио неки резултат.

## Учесници
Мушкарци:
Јордин Андраде — 400 м препоне

## Резултати

### Мушкарци
| Атлетичар      | Дисциплина    | Лични рекорд | Квалификације | Квалификације | Полуфинале           | Полуфинале           | Финале               | Финале       | Детаљи                                  |
| Атлетичар      | Дисциплина    | Лични рекорд | Резултат      | Место         | Резултат             | Место                | Резултат             | Место        | Детаљи                                  |
| -------------- | ------------- | ------------ | ------------- | ------------- | -------------------- | -------------------- | -------------------- | ------------ | --------------------------------------- |
| Јордин Андраде | 400 м препоне | 49,24 НР     | 50,32         | 6. у гр. 3    | Није се квалификовао | Није се квалификовао | Није се квалификовао | 26 / 36 (40) | Архивирано на веб-сајту (6. април 2018) |